# هلن الیوت
هلن الیوت (انگلیسی: Helen Elliot؛ ۱۹۲۷ – ۱۲ ژانویه ۲۰۱۳) یک بازیکن تنیس روی میز اهل اسکاتلند بود. 
وی در مسابقات کشوری و بین‌المللی در مجموع برنده ۲ مدال طلا، ۲ مدال نقره، ۳ مدال برنز شده‌است.